# مجالس‌المؤمنین

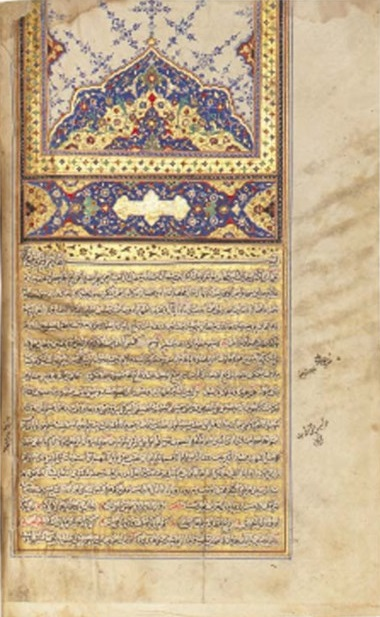

مجالس‌المؤمنین از کتاب‌های تذکره‌مانند و تاریخی ابتدای قرن یازدهم است.

## نویسنده
نویسندهٔ مجالس‌المؤمنین یکی از دانشمندان شیعه به نام قاضی نورالله شوشتری است که در سال ۱۰۱۹ ق در هند به قتل می‌رسد.

## معرفی
مجالس‌المؤمنین اثری است در دو جلد قطور که به بیان احوال اصحاب ائمه، دانشمندان شیعه، فیلسوفان شیعه، شعرای شیعه و مطالبی کلامی می‌پردازد. این اثر به زبان فارسی نوشته شده‌است.

## چاپ
مجالس‌المؤمنین چندین بار چاپ شده‌است که هم به صورت سنگی و هم حروفی به طبع رسیده؛ انتشارات اسلامیه تهران این اثر را با مقدمه علامه شعرانی چاپ کرده‌است.

## تکمیل
مجالس‌المؤمنین شوشتری توسط مرکز پژوهش‌های اسلامی آستان قدس رضوی در ۶ جلد تکمیل و با نام دانشمندان شیعه چاپ شده‌است.